# Eumyias
Eumyias – rodzaj ptaków z podrodziny niltaw (Niltavinae) w obrębie rodziny muchołówkowatych (Muscicapidae).

## Zasięg występowania
Rodzaj obejmuje gatunki występujące w Azji.

## Morfologia
Długość ciała 13,5–17 cm, masa ciała 12–21,7 g.

## Systematyka
Rodzaj zdefiniował w 1851 roku niemiecki ornitolog Jean Cabanis w publikacji własnego autorstwa poświęconej zbiorom ornitologicznym znajdującym się w Museum Heineanum. Gatunkiem typowym jest (oznaczenie monotypowe) modrówka indygowa (E. indigo).

### Etymologia
- Eumyias: gr. ευ eu ‘ładny, piękny’; łac. myias ‘muchołówka’, od gr. μυια muia, μυιας muias ‘mucha’; πιαζω piazō ‘chwytać’[5].
- Addoeca: zbitka wyrazowa epitetu gatunkowego Microeca addita Hartert, 1900[6]. Gatunek typowy (oryginalne oznaczenie): Microeca addita E. Hartert, 1900.

### Podział systematyczny
Do rodzaju należą następujące gatunki:
- Eumyias sanfordi (Stresemann, 1931) – modrówka szarawa
- Eumyias hoevelli (A.B. Meyer, 1903) – modrówka oliwkowogrzbieta
- Eumyias hyacinthinus (Temminck, 1820) – modrówka hiacyntowa
- Eumyias sordidus (Walden, 1870) – modrówka cejlońska
- Eumyias thalassinus (Swainson, 1838) – modrówka seledynowa
- Eumyias panayensis Sharpe, 1877 – modrówka lazurowa
- Eumyias albicaudatus (Jerdon, 1840) – modrówka turkusowa
- Eumyias indigo (Horsfield, 1821) – modrówka indygowa
- Eumyias additus (E. Hartert, 1900) – modrówka brązowa
- Eumyias oscillans (E. Hartert, 1897) – modrówka floreska
- Eumyias stresemanni (Siebers, 1928) – modrówka myszata